# Uherčice (district de Znojmo)
Pour les articles homonymes, voir Uherčice.
Uherčice (en allemand : Ungarschitz) est une commune du district de Znojmo, dans la région de Moravie-du-Sud, en République tchèque. Sa population s'élevait à 375 habitants en 2020.

## Géographie
Uherčice se trouve à 13 km au sud-sud-est de Jemnice, à 32 km à l'ouest-nord-ouest de Znojmo, à 78 km au sud-ouest de Brno et à 156 km au sud-est de Prague.
La commune est limitée par Lubnice au nord, par Korolupy au nord-est, par Podhradí nad Dyjí et Stálky au sud-est, par Vratěnín au sud-ouest, et par Dešná à l'ouest.

## Histoire
Uherčice s’enorgueillit d'un château qui appartint à Donat Johann Comte Heissler de Heitersheim. Celui-ci acquit le château et procéda à son embellissement. Les modifications qu'il apporta lui donnèrent son aspect baroque grâce au talent de l'architecte Francesco Martinelli. Sous l'égide du Comte, l'artiste italien Baldassarre Fontana (it) réalise la très belle décoration en stuc dans la chapelle et dans douze salles d'apparat

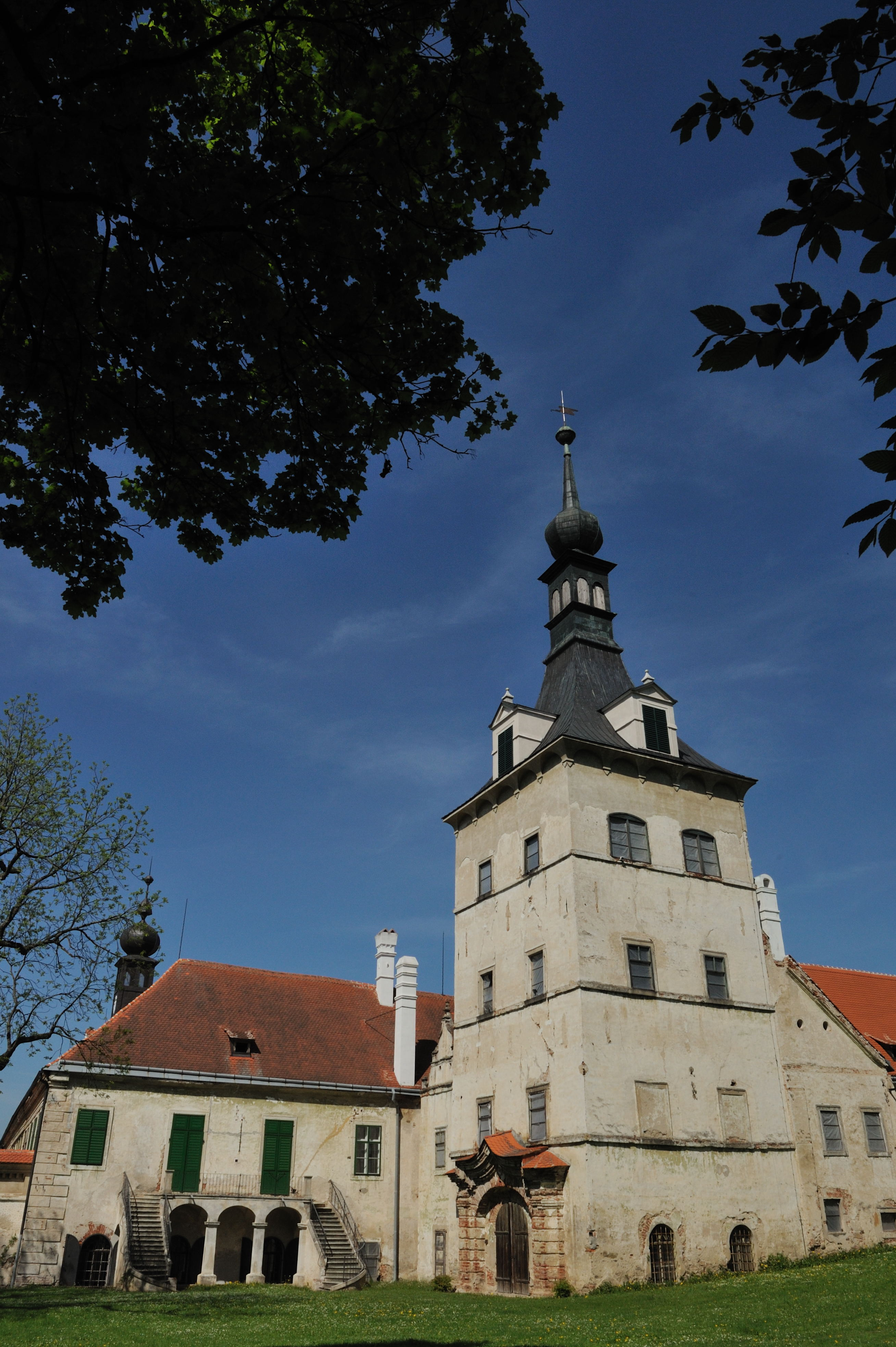
Château d'Uherčice.
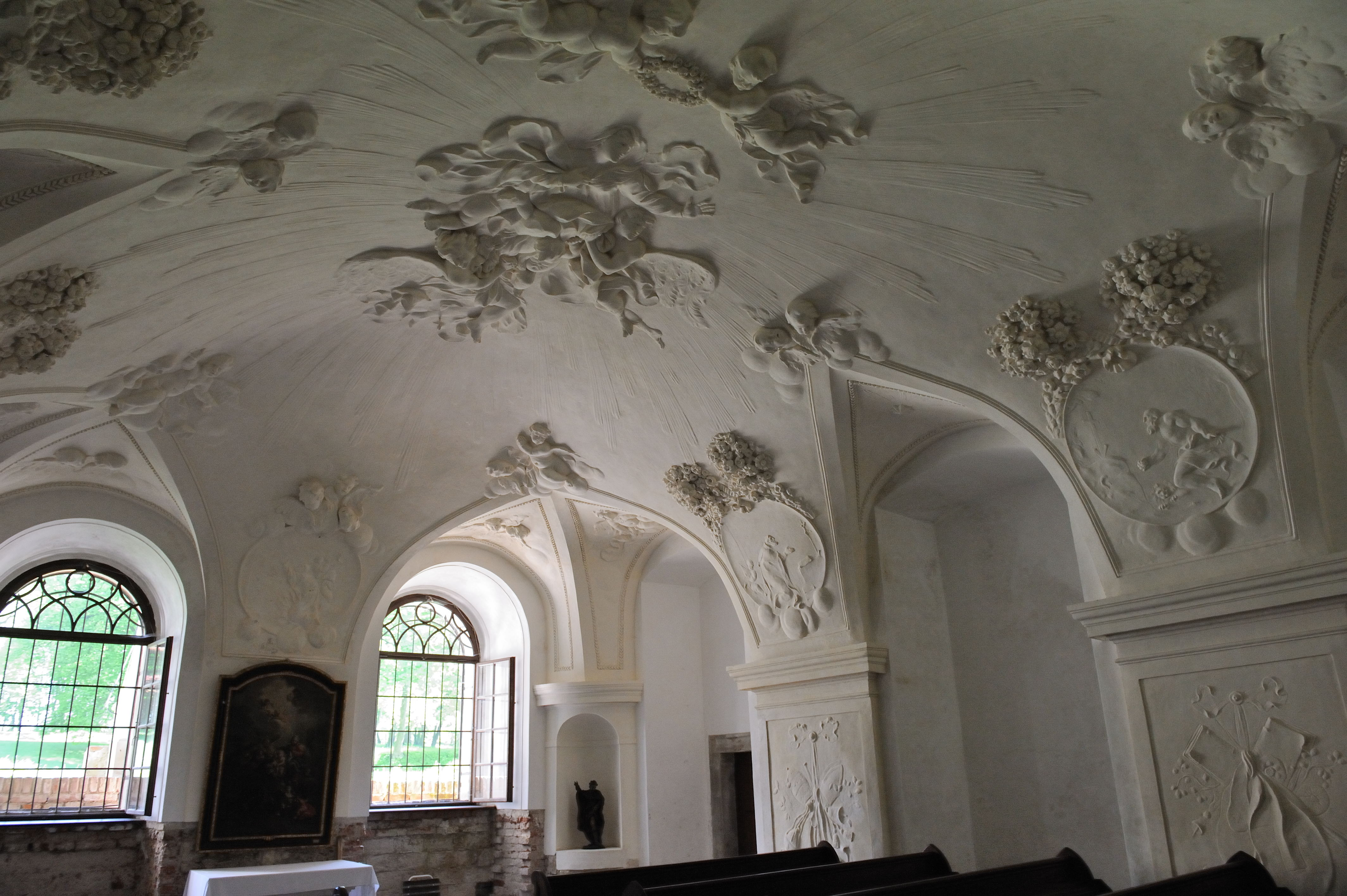
Décoration en stuc de la chapelle du château par Baldassarre Fontana.
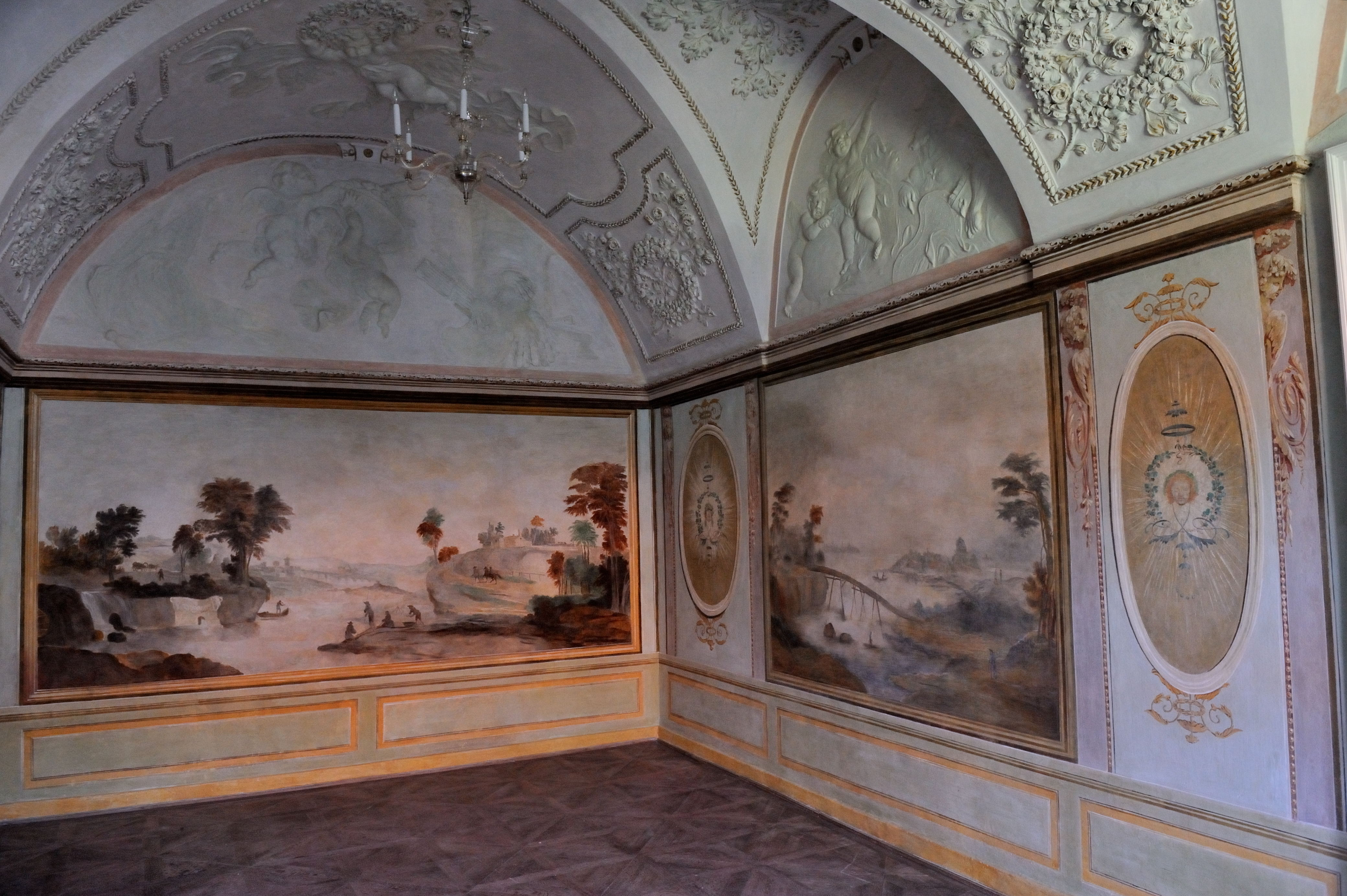
Décoration en stuc par Baldassarre Fontana.

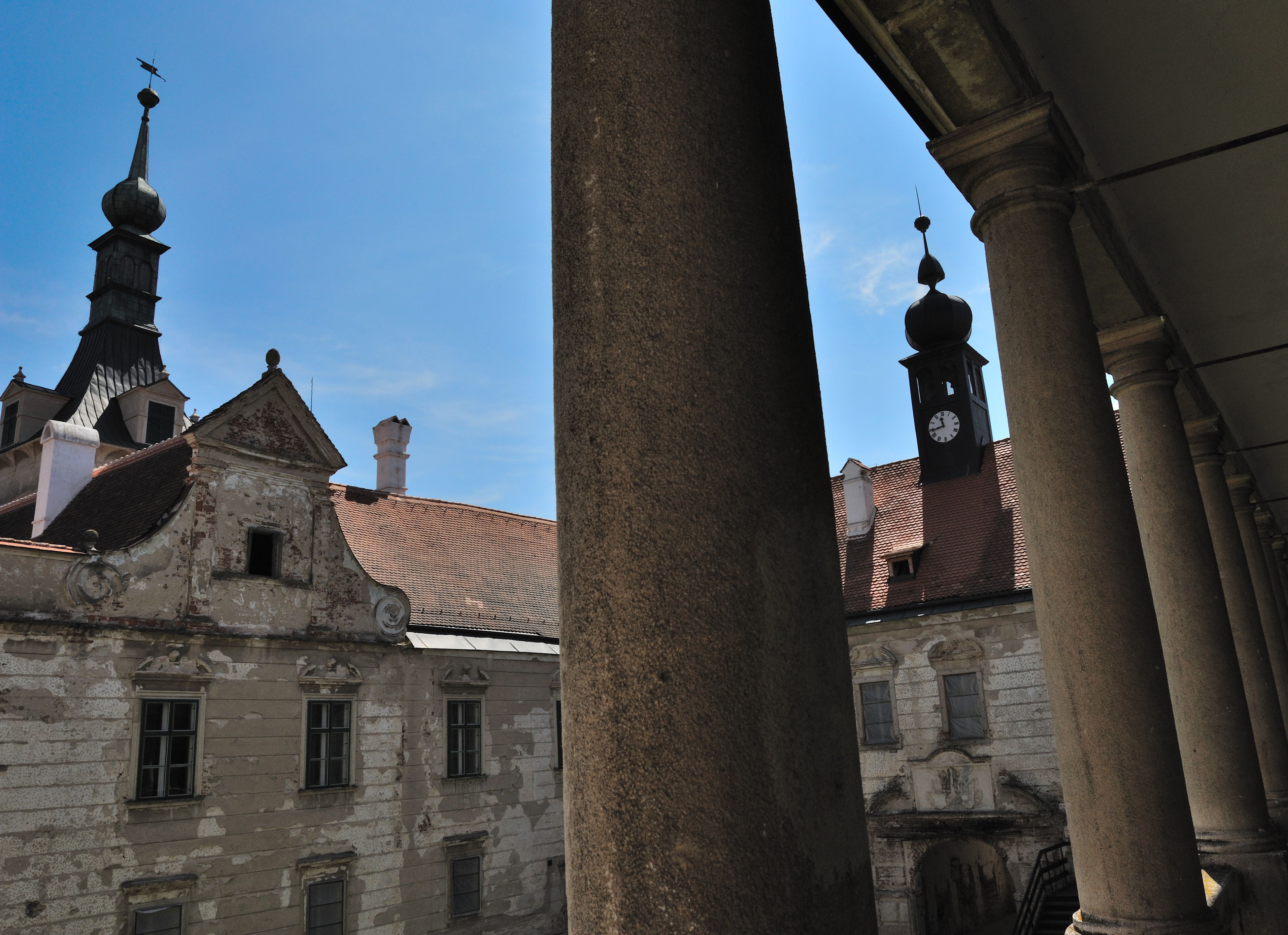
Cour du château.
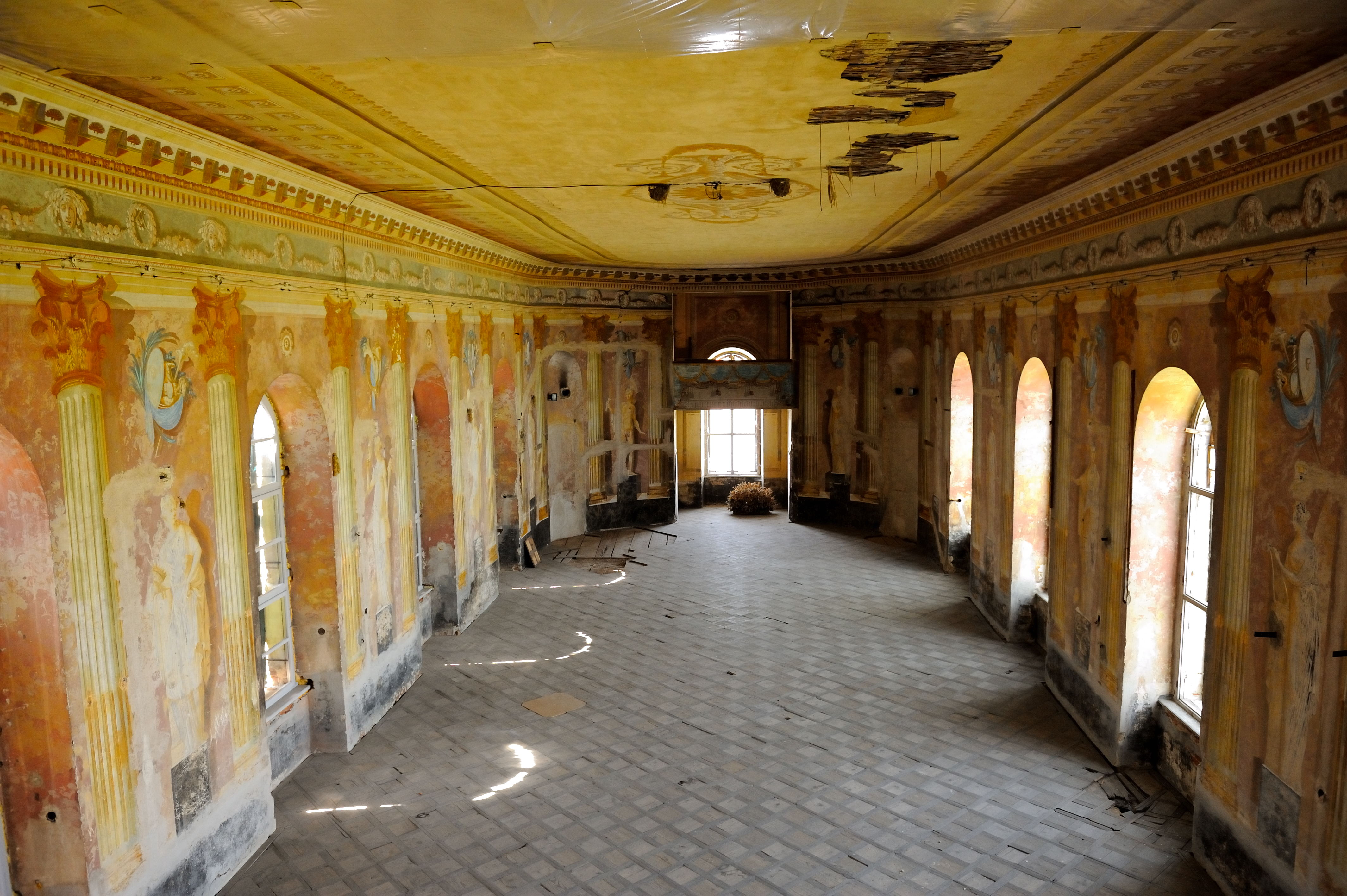
Salle des fêtes du château.